# Bozon Higgsa
Bozon Higgsa (higson) – cząstka elementarna, nazwana nazwiskiem Petera Higgsa, który przewidział jego istnienie i w związku z tym dostał Nagrodę Nobla w 2013 roku.
4 lipca 2012 ogłoszone zostało odkrycie nowej cząstki elementarnej przez detektory ATLAS i CMS, w eksperymentach prowadzonych w Wielkim Zderzaczu Hadronów w Europejskiej Organizacji Badań Jądrowych (CERN). Wyniki ogłoszone 4 lipca zostały potwierdzone przez rezultaty kolejnych eksperymentów, publikowane w ciągu następnego roku. Masa odkrytej cząstki, wykrycie jej w oczekiwanych kanałach rozpadu oraz jej właściwości stanowiły mocne potwierdzenie, że jest to długo poszukiwany bozon Higgsa. W kwietniu 2013 roku zespoły pracujące przy detektorach CMS i ATLAS ostatecznie stwierdziły, że cząstka ta jest bozonem Higgsa.

## Uzasadnienie teoretyczne
Istnienie tej cząstki jest uzasadniane teoretycznie mechanizmem Higgsa, polegającym na sprzężeniu pól kwantowych materii (pola fermionowe, jak pole elektronowe, pola kwarkowe, pola bozonowe – jak pola W i Z itp.) z dodatkowym skalarnym polem kwantowym, zwanym polem Higgsa, w wyniku którego poprzez spontaniczne złamanie symetrii bezmasowe cząstki modelu standardowego nabierają masy.
Innymi słowy, zgodnie z modelem standardowym, cząstki występujące w przyrodzie – kwarki i leptony – posiadają masę dzięki oddziaływaniu z polem Higgsa. Można by powiedzieć, że jest to rodzaj „oporów ruchu”, którego nośnikami są bozony Higgsa, ale ta analogia nie jest odpowiednia, gdyż na poziomie elementarnym wszystkie siły są zachowawcze.
Należy zaznaczyć, że źródłem większości masy nukleonów, takich jak proton czy neutron, nie jest mechanizm Higgsa, bo 99 procent ich masy pochodzi od energii pól gluonowych łączących składające się na nie kwarki.
Koncepcja mechanizmu Higgsa pochodzi od trzech prac teoretycznych opublikowanych w 1964 r. w czasopiśmie „Physical Review Letters” (w krótkich odstępach czasowych). Ich autorami byli:
- François Englert i Robert Brout[11],
- Peter Higgs[12],
- Gerald Guralnik, Carl R. Hagen i Tom Kibble[13].

| Kolejno od lewej: Kibble, Guralnik, Hagen, Englert i Brout. Po prawej Peter Higgs |

Poza tym te wszystkie prace były rozwinięciem idei, którą wcześniej zaproponował amerykański fizyk Philip Warren Anderson.
Za przewidzenie istnienia bozonu Higgsa oraz za eksperymentalne potwierdzenie jego istnienia Nagrodą Nobla w 2013 wyróżnieni zostali Peter Higgs oraz François Englert.

## Właściwości

Cząstki elementarne, z których zbudowana jest znana materia: sześć leptonów i sześć kwarków, bozony cechowania oraz bozon Higgsa

Bozon Higgsa jest jedyną oprócz mezonów cząstką elementarną modelu standardowego pozbawioną spinu (jego spin wynosi 0), w przeciwieństwie np. do elektronu, którego spin wynosi 1/2, czy bezmasowego fotonu, dla którego wynosi 1. Jest też pozbawiony ładunku elektrycznego i koloru.
Obecne pomiary masy bozonu Higgsa dały wyniki 125,3 ±0,4 (stat) ±0,5 (sys) GeV/c² (detektor CMS) i 126 ±0,4 (stat) ±0,4 (sys) GeV/c² (detektor Atlas). Jest on więc najcięższym bozonem w modelu standardowym.
Średni czas życia bozonu Higgsa, wynikający z modelu standardowego dla masy 126 GeV/c², wynosi 1,6 × 10−22 s (dla tak krótko żyjących cząstek określa się szerokość rozpadu {\displaystyle \Gamma } związaną ze średnim czasem życia {\displaystyle \tau } wzorem {\displaystyle \tau =\hbar /\Gamma .} Wynosi ona 4,21 × 10−3 GeV).

## Wyniki eksperymentalne

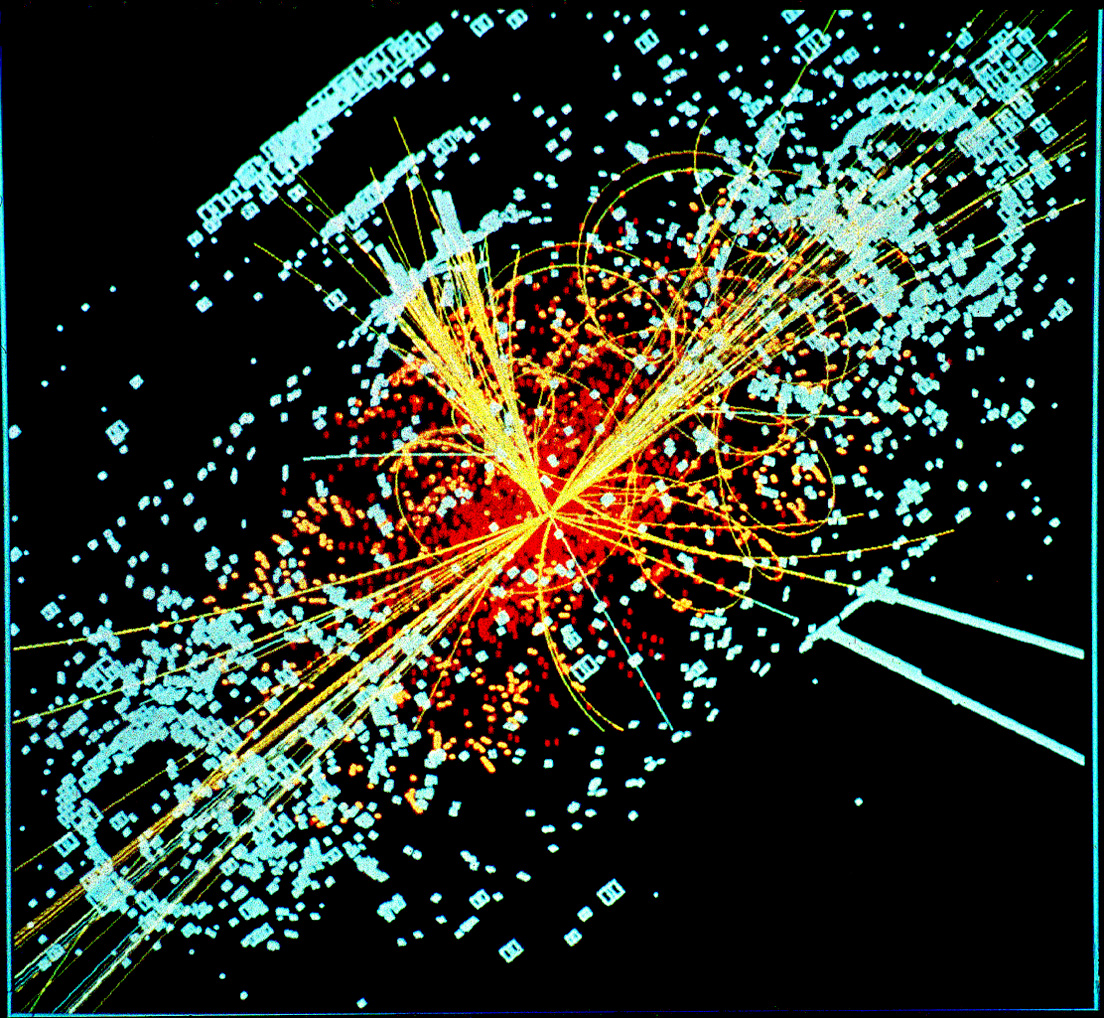
Symulacja zobrazowania obecności powstałego w wyniku kolizji dwóch wysokoenergetycznych protonów bozonu Higgsa w detektorze CMS w LHC. Bozon Higgsa rozpada się niemal natychmiast, tworząc tzw. dżety hadronowe. Występujące na obrazie linie proste reprezentują nowo powstałe elektrony.

Eksperymenty prowadzone w latach 1990–2000 przy użyciu akceleratora LEP w CERN wykazały, że jeżeli cząstka Higgsa istnieje, to jej masa przekracza 114 GeV.
Wyniki eksperymentów w LHC, a wcześniej w Tevatronie, znacząco zawęziły zakres możliwych mas bozonu, szczególnie w zakresie wysokich energii, niedostępnych przed budową tego akceleratora. Do listopada 2011 połączenie wyników uzyskanych w eksperymentach CMS i ATLAS wykluczyło na poziomie ufności 95% obecność bozonu Higgsa w zakresie energii od 141 do 476 GeV. Natomiast w zakresie od 146 do 443 GeV jego obecność wykluczono na poziomie ufności 99%, z wyjątkiem trzech małych obszarów od 220 do 320 GeV. Naukowcy szacowali też, że do końca 2012 roku będzie wiadomo, czy bozon Higgsa istnieje.
13 grudnia 2011 rzecznicy eksperymentów ATLAS i CMS przedstawili wyniki mówiące, że jeśli bozon Higgsa istnieje, to jego masa jest ograniczona do zakresu 116-130 GeV/c² przez eksperyment ATLAS i do zakresu 115-127 GeV/c² przez detektor CMS.

## Potwierdzenie doświadczalne

### Wstępne wyniki
4 lipca 2012 roku CERN ogłosił wstępne wyniki analizy danych zebranych w latach 2011–2012 przez eksperymenty CMS i ATLAS, wskazujące na odkrycie nowej cząstki elementarnej, bozonu (wyniki CMS wskazują, że ma ona masę 125,3 ±0,6 GeV/c²). Zarejestrowana cząstka prawdopodobnie jest długo poszukiwanym bozonem Higgsa, jednak potwierdzenie tej informacji będzie możliwe dopiero po dokładniejszym zbadaniu jej właściwości.
31 lipca zespół kierujący pracą eksperymentu (tj. detektora) ATLAS przy Wielkim Zderzaczu Hadronów w CERNie przedstawił wyniki analiz uwzględniających najnowsze pomiary przeprowadzone między kwietniem i czerwcem 2012 przy energii 8 TeV o scałkowanej świetlności akceleratora 5,8 – 5,9 fb−1. Wyniki te, opracowane w ostatnich dniach lipca 2012, dotyczyły trzech następujących kanałów rozpadu powstałego w wyniku zderzeń {\displaystyle pp} hipotetycznego bozonu Higgsa:
{\displaystyle H\to ZZ^{(*)}\to 4l,\quad \mathrm {gdzie} \quad l=e\;\;\mathrm {lub} \;\;l=\mu }
{\displaystyle H\to \gamma \,\gamma }
{\displaystyle H\to WW^{(*)}\to e\,\nu \,\mu \,\nu }
Potwierdzono zaobserwowanie nowej cząstki o masie 126 GeV/c² ±0,4 GeV/c² (szacunku statystycznego błędu pomiaru) na poziomie istotności 5,9 sigma (tj. 5,9 razy więcej od odchylenia standardowego). Oznacza to, że prawdopodobieństwo efektu podobnego do występowania nowej cząstki, lecz spowodowanego innym zjawiskiem, np. fluktuacją tła, jest mniejsze niż 1,7×10−9. Wynik ten przekracza wyraźnie wartość 5 sigma wystarczającą do uznania odkrycia nowej cząstki.
Autorzy napisali:
These results provide conclusive evidence for the discovery of a new particle with mass 126.0 ±0,4 (stat) ±0,4 (sys) GeV. (...) The observation in the diphoton channel disfavours the spin-1 hypothesis. Although these results are compatible with the hypothesis that the new particle is the Standard Model Higgs boson, more data are needed to assess its nature in detail.
Wyniki te dostarczają ostatecznego potwierdzenia, że odkryto nową cząstkę o masie 126,0 ±0,4 (błąd statystyczny) ±0,4 (błąd systematyczny) GeV. (...) Obserwacje dwufotonowych kanałów rozpadu wykluczają w zasadzie hipotezę o spinie cząstki równym 1. Mimo iż wyniki te są zgodne z hipotezą, że nową cząstką jest bozon Higgsa modelu standardowego, potrzebnych jest więcej danych do określenia szczegółów dotyczących natury tej cząstki.
Chociaż wyniki doświadczalne są ewidentnie zbieżne z przewidywanymi kanałami rozpadu cząstki Higgsa, kierownictwo eksperymentu zaznaczyło, że potrzebne są dalsze badania w celu jednoznacznej identyfikacji cząstki. Środowisko naukowe jednak już wtedy uznało, że podana informacja oznacza bardzo prawdopodobne odkrycie bozonu Higgsa.

### Dalsze analizy
W 2013 roku badacze z CERN przedstawili dalsze wyniki oparte na analizie dwuipółkrotnie większej liczby danych niż w przypadku pierwszej informacji o odkryciu. Rezultaty z detektorów CMS i ATLAS wskazują, że cząstka ta ma zerowy spin – jest pierwszą odkrytą elementarną cząstką skalarną – oraz dodatnią parzystość. Teoria przewiduje, że cząstki Higgsa będą miały właśnie takie cechy.
Dotychczasowe wyniki nie dają jednak pewności, czy jest to bozon Higgsa z modelu standardowego, czy też może najlżejsza cząstka Higgsa z kilku istniejących, opisywanych przez szerszy model (np. supersymetryczny). Aby to stwierdzić, potrzebne będzie znacznie więcej obserwacji rozpadu tego bozonu.
Artykuł opisujący eksperymenty mające na celu sprecyzowanie masy bozonu Higgsa ma rekordową liczbę autorów 5154.